# Anhalter Vorortbahn
| Streckennummer: | 6036 |                                           |                                           |
| Kursbuchstrecke (DB): | 200.25 |                                           |                                           |
| Kursbuchstrecke: | 99c (S-Bahn Potsdamer Ringbf – Lichterfelde Ost 1934) 136b, 155, 156 (1934) 103a (S-Bahn Potsdamer Platz – Lichterfelde Süd 1946) 105a (S-Bahn Potsdamer Platz – Priesterweg 1946) 103b (Lichterfelde Süd – Ludwigsfelde 1946) |                                           |                                           |
| Streckenlänge: | 14,9 km |                                           |                                           |
| Spurweite: | 1435 mm (Normalspur) |                                           |                                           |
| Stromsystem: | 1903–1929: 550 V = seit 1929: 750 V = |                                           |                                           |
| Maximale Neigung: | 6,67 ‰ |                                           |                                           |
| Minimaler Radius: | 300 m |                                           |                                           |
| Streckengeschwindigkeit: | 120 km/h |                                           |                                           |
| | |                                           |                                           |
| \| \| 0,00 \| Berlin Potsdamer Ringbahnhof \| Berlin Potsdamer Ringbahnhof \| \| \| \| von Berlin Hauptbahnhof \| \| \| \| \| von Anhalter Bahnhof \| \| \| \| \| Südringspitzkehre \| \| \| \| 1,43 \| Berlin Yorckstraße / von Anhalter Bahnhof \| Berlin Yorckstraße / von Anhalter Bahnhof \| \| \| \| \| \| \| \| \| nach Berlin Kolonnenstraße \| \| \| \| 3,45 \| Berlin Südkreuz Ringbahn \| Berlin Südkreuz Ringbahn \| \| \| \| Verbindungsgleis S-Bahn/Fernbahn \| \| \| \| \| Berlin-Tempelhof Rbf \| \| \| \| 5,19 \| Berlin Priesterweg \| Berlin Priesterweg \| \| \| \| nach Zossen \| \| \| \| 6,57 \| Berlin Südende \| Berlin Südende \| \| \| \| Teltowkanal \| \| \| \| 7,93 \| Berlin-Lankwitz \| Berlin-Lankwitz \| \| \| 9,32 \| Berlin-Lichterfelde Ost \| Berlin-Lichterfelde Ost \| \| \| 10,70 \| Berlin Osdorfer Straße \| Berlin Osdorfer Straße \| \| \| 11,67 \| Berlin-Lichterfelde Süd \| Berlin-Lichterfelde Süd \| \| \| \| nach Teltow Stadt \| \| \| \| \| Landesgrenze Berlin / Brandenburg \| \| \| \| 14,30 \| Teltow \| Teltow \| \| \| 18,60 \| Großbeeren \| Großbeeren \| \| \| \| zum Berliner Außenring \| \| \| \| \| vom Berliner Außenring \| \| \| \| \| Berliner Außenring \| \| \| \| 21,10 \| Birkengrund Nord \| Birkengrund Nord \| \| \| \| vom Berliner Außenring \| \| \| \| 22,60 \| Birkengrund Süd \| Birkengrund Süd \| \| \| 24,50 \| Ludwigsfelde \| Ludwigsfelde \| \| \| \| nach Halle \| \| | |                                           |                                           |
| S-Kopfbahnhof Streckenanfang (Strecke außer Betrieb) | 0,00 | Berlin Potsdamer Ringbahnhof              | Berlin Potsdamer Ringbahnhof              |
| Kreuzung (Strecke geradeaus außer Betrieb) · Strecke von rechts | | von Berlin Hauptbahnhof                   | von Berlin Hauptbahnhof                   |
| Abzweig ehemals geradeaus und von links · Kreuzung mit Tunnelstrecke | | von Anhalter Bahnhof                      | von Anhalter Bahnhof                      |
| Abzweig geradeaus und ehemals nach rechts · Strecke | | Südringspitzkehre                         | Südringspitzkehre                         |
| S-Bahn-Halt · Abzweig geradeaus und ehemals von links | 1,43 | Berlin Yorckstraße / von Anhalter Bahnhof | Berlin Yorckstraße / von Anhalter Bahnhof |
| Abzweig geradeaus und ehemals von links · Abzweig geradeaus und ehemals nach rechts | |                                           |                                           |
| Abzweig geradeaus und ehemals nach rechts · Strecke | | nach Berlin Kolonnenstraße                | nach Berlin Kolonnenstraße                |
| Turm-S-Bahnhof geradeaus unten · Turmbahnhof geradeaus unten | 3,45 | Berlin Südkreuz Ringbahn                  | Berlin Südkreuz Ringbahn                  |
| Abzweig geradeaus und von links · Abzweig geradeaus und nach rechts | | Verbindungsgleis S-Bahn/Fernbahn          | Verbindungsgleis S-Bahn/Fernbahn          |
| Strecke · ehemaliger Dienststation / Betriebs- oder Güterbahnhof | | Berlin-Tempelhof Rbf                      | Berlin-Tempelhof Rbf                      |
| S-Bahnhof · Strecke | 5,19 | Berlin Priesterweg                        | Berlin Priesterweg                        |
| Abzweig geradeaus und nach links · Abzweig geradeaus und nach links | | nach Zossen                               | nach Zossen                               |
| S-Bahnhof · Strecke | 6,57 | Berlin Südende                            | Berlin Südende                            |
| Brücke über Wasserlauf · Brücke über Wasserlauf | | Teltowkanal                               | Teltowkanal                               |
| S-Bahn-Halt · Strecke | 7,93 | Berlin-Lankwitz                           | Berlin-Lankwitz                           |
| S-Bahnhof · Haltepunkt / Haltestelle | 9,32 | Berlin-Lichterfelde Ost                   | Berlin-Lichterfelde Ost                   |
| S-Bahn-Halt · Strecke | 10,70 | Berlin Osdorfer Straße                    | Berlin Osdorfer Straße                    |
| S-Bahnhof · Strecke | 11,67 | Berlin-Lichterfelde Süd                   | Berlin-Lichterfelde Süd                   |
| Abzweig ehemals geradeaus und nach rechts · Strecke | | nach Teltow Stadt                         | nach Teltow Stadt                         |
| Grenze (Strecke außer Betrieb) · Grenze | | Landesgrenze Berlin / Brandenburg         | Landesgrenze Berlin / Brandenburg         |
| S-Bahnhof (Strecke außer Betrieb) · Bahnhof | 14,30 | Teltow                                    | Teltow                                    |
| Bahnhof (Strecke außer Betrieb) · Bahnhof | 18,60 | Großbeeren                                | Großbeeren                                |
| Kreuzung (Strecke geradeaus außer Betrieb) · Abzweig geradeaus, nach links und nach rechts | | zum Berliner Außenring                    | zum Berliner Außenring                    |
| Kreuzung (Strecke geradeaus außer Betrieb) · Abzweig geradeaus und von rechts | | vom Berliner Außenring                    | vom Berliner Außenring                    |
| Kreuzung geradeaus unten (Strecke geradeaus außer Betrieb) · Kreuzung geradeaus unten | | Berliner Außenring                        | Berliner Außenring                        |
| Haltepunkt / Haltestelle (Strecke außer Betrieb) · ehemaliger Haltepunkt / Haltestelle | 21,10 | Birkengrund Nord                          | Birkengrund Nord                          |
| Strecke (außer Betrieb) · Abzweig geradeaus und von links | | vom Berliner Außenring                    | vom Berliner Außenring                    |
| Haltepunkt / Haltestelle (Strecke außer Betrieb) · Haltepunkt / Haltestelle | 22,60 | Birkengrund Süd                           | Birkengrund Süd                           |
| Kopfbahnhof Streckenende (Strecke außer Betrieb) · Bahnhof | 24,50 | Ludwigsfelde                              | Ludwigsfelde                              |
| Strecke | | nach Halle                                | nach Halle                                |

Die Anhalter Vorortbahn oder auch Lichterfelder Vorortbahn ist eine Bahnstrecke in Berlin und Brandenburg. Ihr erster Abschnitt ging 1901 in Betrieb und wurde bereits 1903 elektrifiziert. Die Strecke wurde ursprünglich vom Potsdamer Ringbahnhof in Berlin zur Anhalter Bahn geführt. Seit der Eröffnung des Nord-Süd-Tunnels in Berlin im Jahr 1939 ist dieses Teilstück außer Betrieb. Im weiteren Verlauf führt die Vorortbahn parallel zu den Ferngleisen der Anhalter Bahn nach Süden. Bis in die 1940er Jahre hatte sie ihren Endpunkt im Bahnhof Berlin-Lichterfelde Ost. 1943 wurde sie bis Lichterfelde Süd für die elektrische S-Bahn und bis Ludwigsfelde für lokomotivbespannte Züge verlängert. 1961 wurde die Vorortbahn durch den Bau der Berliner Mauer an der Berliner Stadtgrenze unterbrochen. 2005 ging eine S-Bahn-Neubaustrecke von Lichterfelde Süd nach Teltow Stadt in Betrieb.

## Geschichte

### Trennung in Fern- und Vorortgleise
Ende des 19. Jahrhunderts wuchs die Bevölkerung in einer Reihe von Orten rund um Berlin deutlich an. Lichterfelde (ab 1884 Groß-Lichterfelde) wuchs bereits seit den 1870er Jahren zu einem Villenvorort. Die Anzahl der Vorortzüge auf der Anhalter Bahn nahm in den letzten Jahrzehnten des 19. Jahrhunderts beständig zu. Am 1. Oktober 1891 trat auf den meisten von Berlin ausgehenden Vorortstrecken, darunter auf der Anhalter Bahn bis Groß Lichterfelde B. H. (die Abkürzung steht für ‚Berlin‘ und ‚Halle‘, seit 1899 hieß der Bahnhof Groß-Lichterfelde Ost), der günstige Berliner Vororttarif in Kraft. 1893 ging ein neuer Haltepunkt Groß-Lichterfelde Süd in Betrieb, der jedoch erst am 15. Mai 1938 in den Vororttarif einbezogen wurde. 1895 wurde der Haltepunkt Lankwitz-Victoriastraße (heute: Berlin-Lankwitz) eröffnet.

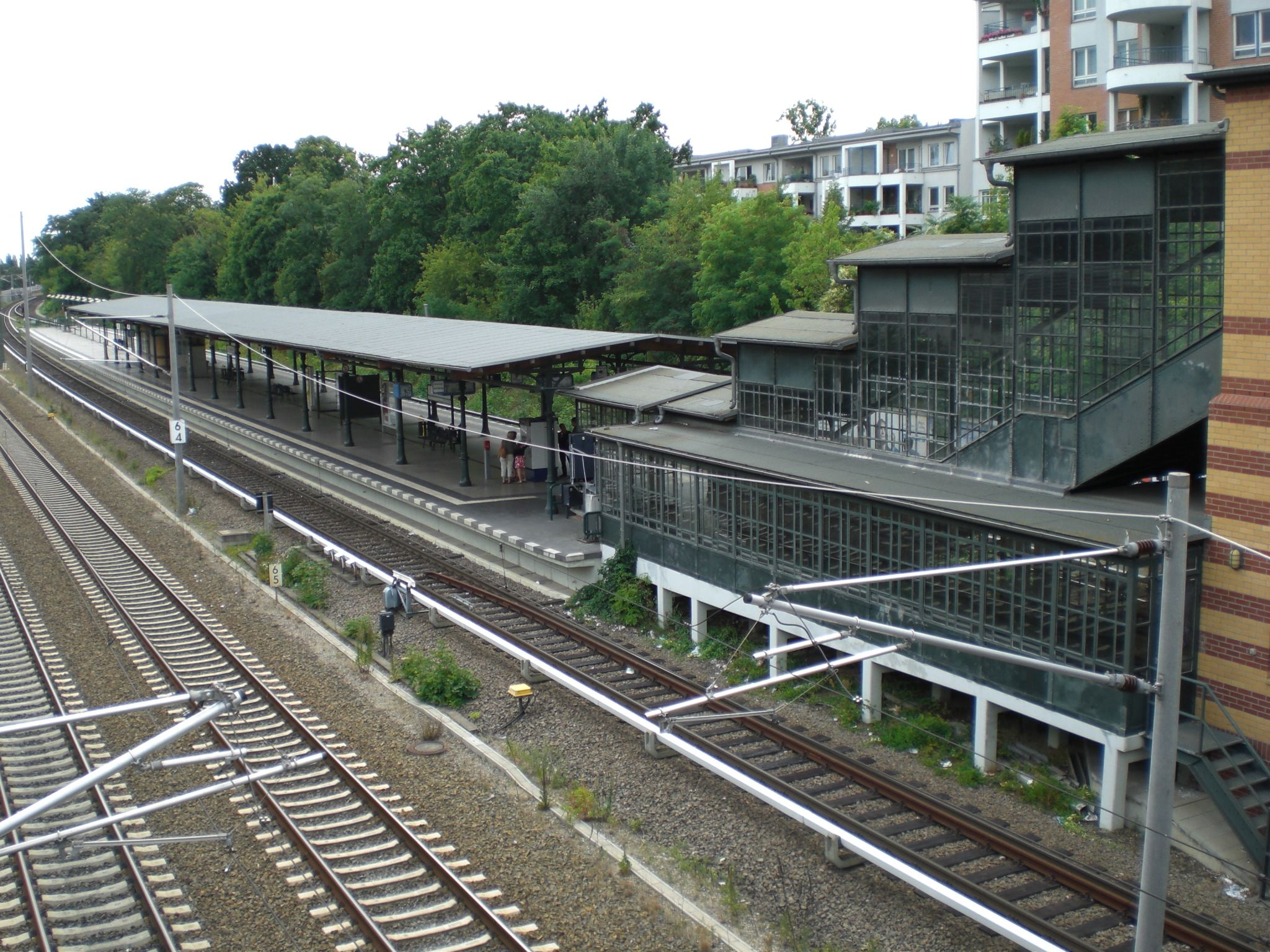
Bahnhof Südende, 2008

Die stetig steigende Bevölkerung im Großraum Berlin und der Vororttarif führten zu einem kontinuierlichen Fahrgastanstieg auf den Vorortstrecken, auf der Anhalter Bahn betrug dieser zwischen 1895 und 1900 jährlich etwa sieben Prozent. Von 1887 bis 1899 stieg das Fahrgastaufkommen zwischen beiden Endbahnhöfen von jährlich 600 000 Fahrgästen auf über 3,2 Millionen Fahrgäste an, die der Vorortzüge im Zeitraum 1887 bis 1895 von 28 auf 70. Hinzu kamen auf dem gleichen Abschnitt 52 Fernzüge. Die Dresdener Bahn, deren Züge ebenfalls im Anhalter Bahnhof begannen und endeten, fädelte erst südlich des Landwehrkanals aus der Anhalter Bahn aus und belastete diesen kurzen Abschnitt mit zusätzlich 20 Vorort- und 12 Fernzügen, insgesamt also täglich 154 Züge. Durch die ungleiche Belastung im Berufsverkehr waren in Spitzenzeiten zehn bis elf Züge in der Stunde unterwegs.
Die zweigleisige Anhalter Bahn sollte daher eine separates Gleispaar für den Vorortverkehr erhalten und bis Lankwitz in Hochlage verlaufen, um niveaugleiche Kreuzungen mit dem Straßenverkehr zu umgehen. Der erste Entwurf von 1896 sah vor, dass die Strecke westlich der Anhalter Ferngleise verlaufen sollte. Die Vorderfront des Vorortbahnhofs sollte in einer Linie mit dem Abschluss der Bahnhofshalle des Fernbahnhofs verlaufen. Von dort aus sollten die Gleise bis zum Landwehrkanal parallel zu den Ferngleisen verlaufen und dahinter den Dresdener Güterbahnhof tangieren beziehungsweise schneiden. In Höhe der Kolonnenbrücke hätte das Vorortgleispaar das Hauptgleis der Dresdener Bahn erreicht. Selbiges wäre bis zum Rangierbahnhof Tempelhof in der Vorortbahn aufgegangen, die Züge der Dresdener Bahn waren bis hinter die Kreuzung mit der Ringbahn künftig über die Ferngleise der Anhalter Bahn zu führen. Im weiteren Verlauf südlich des Rangierbahnhofs war das Gleispaar westlich der Anhalter Ferngleise vorgesehen, wie es letztlich auch zur Ausführung gekommen war.
Man entschied sich jedoch für eine Verlegung des Vorortbahnhofs zum Potsdamer Ringbahnhof. Die Streckenführung ab Anhalter Bahnhof hätte zur Folge gehabt, dass die Anlagen für den Post- und Eilgutverkehr hätten aufgegeben werden müssen. Der Verlauf über den Dresdener Güterbahnhof hätte diesen so ungünstig durchschnitten, dass Lagerflächen verlorengegangen wären. Für den Vorortverkehr wäre ein Streckenbeginn am Anhalter Bahnhof zudem vergleichsweise ungünstig gelegen, bestanden doch am Potsdamer Platz weitaus bessere Anschlüsse an die Oberflächenverkehrsmittel. Zu guter Letzt wäre der Anhalter Fernbahnhof in seinen Erweiterungsmöglichkeiten behindert worden, da diese nur auf der Westseite möglich gewesen wären. Durch die Verlegung war nun der Potsdamer Fernbahnhof von diesem Punkt betroffen, jedoch war hier mit einem geringeren Wachstum im Fernverkehr gerechnet worden.
Das Gleispaar der Vorortbahn begann im östlichen Teil des Potsdamer Ringbahnhofs, der nach dem Ausbau vereinzelt auch als Potsdamer Ring- und Vorortbahnhof bezeichnet wurde. Das Gleispaar der 1891 angelegten Südringspitzkehre musste für den Bau nach Westen verschoben werden. Beide Strecken waren über eine Gleisverbindung im Ringbahnhof miteinander verbunden. Beide Strecken verliefen gemeinsam auf einem Viadukt bis in Höhe des heutigen Hochbahnhofs Gleisdreieck der U-Bahn. Die Vorortbahn führte anschließend zwischen den beiden Güterschuppen des Dresdener Güterbahnhofs bis zum Ferngleis der Dresdener Bahn, das in der Vorortstrecke aufging. Die Anlagen des Dresdener Güterbahnhofs westlich der Bahn wurden aufgegeben und an dieser Stelle ein Bahnbetriebswerk mit zwölfständigem Lokschuppen für die Triebfahrzeuge der Vorortbahn errichtet. In Höhe des Rangierbahnhofs Tempelhof führte das Gleispaar mittels einer Gegenkurve an die Ferngleise der Anhalter Bahn heran und unterquerte dabei zweimal die Dresdener Bahn. Im weiteren Verlauf lagen die Gleise westlich der Fernbahn. Bis Lankwitz wurde die Strecke auf einem Damm geführt, in Höhe von Südende im Einschnitt. Bis Lichterfelde Ost erreichte die Strecke das alte Niveau. In Lichterfelde wurde neben dem Vorortbahnsteig ein 270 Meter breiter Fernbahnsteig angelegt. In Höhe der Abzweigung der Dresdener Bahn wurde für die Vorortzüge derselben eine separate Vorortstrecke bis zum Bahnhof Mariendorf (heute: Attilastraße) angelegt, die in stadtauswärtiger Richtung das alte Ferngleis der Dresdener Bahn nutzte. Die Bahnhöfe der Vorortbahn erhielten allesamt Inselbahnsteige mit einheitlichen Maßen von jeweils 200 Metern Länge und zehn Meter Breite. Der Vorortbahnsteig des Potsdamer Ringbahnhofs war abweichend hiervon 194 Meter lang. Einhergehend mit dem Bau der Vorortbahn wurde außerdem die Ringbahn, die beim neuen Bahnhof Papestraße (heute: Südkreuz) gekreuzt wurde, zwischen Ebersstraße und Rixdorf viergleisig ausgebaut und eine Verbindungskurve von der westlichen Ringbahn zum Rangierbahnhof Tempelhof angelegt.
Am 1. Dezember 1901 konnte der Betrieb auf der 9,32 Kilometer langen Anhalter Vorortbahn bis nach Groß-Lichterfelde Ost aufgenommen werden. Mit Streckeneröffnung ging auch der neue Vorortbahnhof Papestraße in Betrieb, der 2006 im neuen Bahnhof Südkreuz aufging. Täglich verkehrten auf der Strecke 74 Vorortzüge, die Zugfolge betrug tagsüber 20 Minuten und wurde im Berufsverkehr auf zehn Minuten verdichtet. Am 1. Mai 1903 wurde der Haltepunkt Yorkstraße (heute Yorckstraße) eröffnet. Die Kosten für den Bau betrugen 5,5 Millionen Mark. Veranschlagt waren ursprünglich 5,6 Millionen Mark; der 1896 vorgesehene Entwurf sah Ausgaben in Höhe von 5,3 Millionen Mark vor.

### Elektrischer Betrieb Potsdamer Bahnhof – Lichterfelde-Ost ab 1903

Elektrischer Triebwagen der ersten Lieferung von 1903, um 1906

Zug bestehend aus den Triebwagen 2983, 2032 und 2984 für den elektrischen Betrieb auf der Vorortbahn, um 1904

Bahnbetriebswerk Yorckstraße, um 1904

Bereits 1899 machte die Union-Elektricitäts-Gesellschaft (UEG) der Preußischen Staatsbahnverwaltung einen Vorschlag bezüglich der Elektrifizierung der Berliner Stadt-, Ring- und Vorortbahnen. Der zuständige Minister der öffentlichen Arbeiten stimmte 1901 einem Versuchsbetrieb zu, wobei die Lichterfelder Vorortbahn aufgrund ihrer vollständig vom Fernverkehr unabhängigen Streckenführung als Versuchsstrecke festgelegt wurde (Die übrigen Vorortstrecken wurden zu dieser Zeit mit Ausnahme der Wannseebahn noch teilweise im Mischbetrieb mit Fernzügen befahren). Das Vorhaben der UEG sah den Einsatz von vierachsigen Drehgestell-Triebwagen vor. Die zuständige Königliche Eisenbahn-Direktion (KED) Berlin wollte hingegen einen Einsatz der bisher verwendeten dreiachsigen Abteilwagen, da diese ein geringeres Gewicht aufwiesen und mit den anderen Vorortbahnwagen reparaturtechnisch gleich behandelt werden konnten.
Im Juli 1902 schlossen die UEG und die Staatsbahn einen Vertrag über die Einrichtung des elektrischen Zugbetriebes ab. Die UEG verpflichtete sich darin, zwölf vierachsige Triebwagen zu liefern, die Fahrleitungsanlagen zu bauen und fachkundiges Personal für die Schulung der Beschäftigen der KED Berlin im Umgang mit der neuen Technik bereitzustellen. Auf die gesamte Anlage musste sie ferner eine zweijährige Garantie gewährleisten. Die KED Berlin ihrerseits verpflichtete sich zur Zahlung von jährlich 110.190 Mark zur Tilgung der Anlagekosten. Das gesamte Kapital hatte bei vollständiger Abzahlung in das Eigentum der Staatsbahn überzugehen. Bei Nachbestellung von Trieb- und Beiwagen waren Lieferfristen von acht beziehungsweise drei Monaten gesetzt. Die ab Einspeisestelle bezogene Energie wurde mit sieben Pfennig je Kilowattstunde berechnet. Sollten Mängel auftreten, war der UEG eine dreimonatige Frist für deren Abstellung gesetzt, andernfalls war die KED Berlin dazu berechtigt, den Betrieb entschädigungslos einzustellen. Der Vertrag hatte eine Gültigkeit von 15 Jahren.
Für die Betriebsaufnahme 1903 standen tatsächlich sogar 18 Triebwagen zur Verfügung, 1906 wurden sechs weitere Triebwagen angeschafft. Die Triebwagen wurden zunächst unter den Wagennummern 2031–2036 und 2981–2998 geführt. Im Jahr 1912 wurden erneut sechs Triebwagen nachbeschafft, damit stieg der Bestand auf insgesamt 30 Triebwagen.
Die Stromzuführung sollte über eine seitliche Stromschiene mit 550 Volt Gleichspannung erfolgen und wurde über das Kraftwerk Südwest am Tempelhofer Weg in Schöneberg bezogen. Von dort aus wurden gesonderte Leitungen bis zu einem Schalthaus verlegt, das sich zwischen den Bahnhöfen Papestraße und Yorckstraße befand. Die Einspeisung fand für beide Fahrtrichtungen getrennt voneinander statt. Die Stromschienen wurden auf Stützisolatoren an den Schwellen befestigt und von oben bestrichen, wie es seit 1902 auf den Strecken der Berliner Hochbahn betrieben wurde. Die Stromschiene war 1570 Millimeter von der Gleismitte und 320 Millimeter über Schienenoberkante angebracht und verlief nach Möglichkeit links des Gleises, sodass beide Stromschienen mittig des Gleispaares angeordnet waren beziehungsweise unter der Bahnsteigkante der Inselbahnsteige geführt wurden. Bei Unterbrechungen der Stromschienen waren diese über Leitungen miteinander verbunden. Die Stromschienen waren an diesen Stellen leicht herabgebogen, um ein sanftes Auf- und Abgleiten der Stromabnehmer zu ermöglichen. Schienenstöße der Stromschienen waren mit elastischen Kupferverbindungen versehen, um eine Längsausdehnung zu ermöglichen. Die Rückleitung erfolgte über die Fahrschienen, die an den Stößen elektrisch miteinander verbunden werden mussten. Zunächst sollte die Zugfolge von zehn bis zwanzig Minuten beibehalten werden. Die Züge bestanden aus je drei Triebwagen, von denen die beiden Endwagen die dritte Klasse und der mittlere Triebwagen die zweite Klasse führte; ein Zug verfügte über 206 Sitzplätze. Die Reisegeschwindigkeit lag bei etwa 32 Kilometern in der Stunde, die Fahrzeit für die neun Kilometer lange Strecke betrug 17 Minuten bei einer durchschnittlichen Haltezeit von 30 Sekunden. Gegenüber dem Dampfbetrieb war dies eine Fahrtzeitersparnis von drei Minuten. Ein Zug hatte eine Gesamtleistung von etwa 750 Pferdestärken. Dadurch war unter dem gegebenen Fahrplan eine nachträglich Verstärkung der Züge um bis zu zwei Beiwagen möglich.
Der erste Zug traf am 4. Mai 1903 in der Eisenbahn-Ausbesserungswerkstätte Tempelhof ein. In der Nacht vom 6. zum 7. Mai sollen die ersten Probefahrten zwischen Papestraße und Groß-Lichterfelde Ost stattgefunden haben. Am 8. Juli wurde dann der volle elektrische Probebetrieb unter dem bisherigen, auf den Betrieb mit Dampflokomotiven abgestimmten Fahrplan aufgenommen. Dieses Datum gilt allgemein für die Aufnahme des elektrischen Betriebs auf der Strecke. Nach einem einwöchigen Probetrieb fand am 15. Juli 1903 die bahnamtliche Abnahme statt, womit der Fahrplan angepasst wurde. Die 18 Triebwagen wurden zu sechs Zügen zusammengestellt, von denen vier planmäßig im Einsatz waren. Ein Zug befand sich immer zur Untersuchung in der Werkstatt Tempelhof und einer stand als Reserve im Bahnbetriebswerk Yorckstraße.
Die Umstellung fand einhellig positiven Anklang bei den Fahrgästen, die die größere Anfahrbeschleunigung, die kürzere Reisezeit und die geringere Belästigung durch Staub und Ruß lobten. Die Fahrgastzahlen verdeutlichten dies, innerhalb von zwei Jahren stiegen die Fahrgastzahlen von 4,6 Millionen zu Zeiten des Dampfbetriebs auf 6,8 Millionen an, ein Zuwachs von rund 50 Prozent. 1906 bestellte die KED Berlin weitere sechs Triebwagen, was die Bildung von Vierwagenzügen ermöglichte und den verkehrlichen Anforderungen bis etwa 1910 genügte. Die Zugfolge betrug nun tagsüber weitgehend zehn Minuten. Um das Angebot weiter verbessern zu können, fragte die KED beim Kraftwerk Südwest an, ob eine Verdichtung der Zugfolge auf fünf Minuten mit möglichst schweren Zügen technisch realisierbar sei. Das Kraftwerk nannte daraufhin die Bedingungen für den Ausbau, der Kostenvoranschlag lag bei 184 000 Mark. Da die Direktion diesen Betrag scheute, verhandelte sie mit der AEG, als deren Folge die Staatsbahn 1911 zunächst den Betrieb für 691 000 Mark vollständig übernahm; die Tilgung sollte bis 1918 erfolgen. Im Sommer 1912 nahm die Direktion Versuche mit einem fünften Zug auf, um die Zugfolge auf bis zu 7,5 Minuten senken zu können. Bei den nächtlichen Versuchsfahrten sank die Spannung insbesondere beim Anfahren auf bis zu 280 Volt ab, was für einen dauerhaften Betrieb zu erheblichen Verzögerungen im Fahrplan geführt hätte. Daher vereinbarten die Direktion und die AEG als Projektnachfolger der UEG die Verstärkung der Zuleitungskabel vom Kraftwerk zur Speisestation und die Vergrößerung der Querschnitts der Rückleiter durch die Ausweitung auf die Fahrschienen der Fernbahn.
Im Jahr 1915 wurde der Bahnhof Groß-Lichterfelde-Ost auf Dammniveau verlegt und erweitert. Bis 1921 wurden die Triebwagen von Dampfheizung auf elektrische Heizung umgerüstet. Im strengen Winter 1921/22, als sämtliche Heizungen eingeschaltet waren, war die Belastung so groß, dass die Einspeisespannung der Triebwagen auf unter 50 Prozent sank. Der Fahrplan konnte dadurch nicht mehr eingehalten werden. Die seit gut zwanzig Jahren verwendeten Stromschienen waren zudem teilweise bis auf die Laschenverbinder abgenutzt, selbige waren vereinzelt nach dem Krieg gestohlen worden, wodurch der Energieverlust zusätzlich anstieg. Als Gegenmaßnahme wurden daher 1922 alle Fahrzeuge mit Maximal-Schaltern und Heizschützen ausgerüstet, die die elektrische Heizung beim Anfahren kurzzeitig ausschalteten. Bis November 1923 wurden weitere Ausbesserungsarbeiten an der Fahrleitungsanlage vorgenommen, um die gröbsten Mängel abzustellen. 

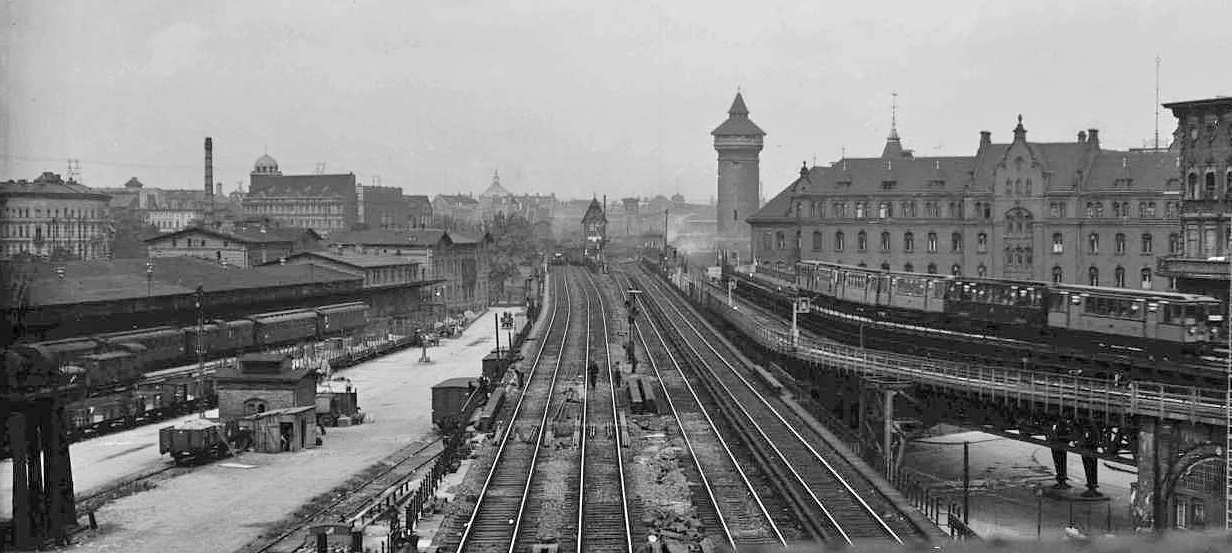
Viaduktstrecke kurz vor dem Potsdamer Bahnhof:
links die Südringspitzkehre,
rechts die Anhalter Vorortbahn,
ganz rechts die Hochbahngleise.
Auf den Vorortgleisen sind bereits die neuen Stromschienen montiert, 1926.

Bereits 1922 fiel die Entscheidung, die Stromzuführung auf die „Einheits-Standard-Stromschiene“, wie sie ab 1924 bei den übrigen Strecken zum Einsatz kam, umzustellen. Dadurch sollten die Kosten für eine später vorzunehmende Anhebung der Spannung auf 800 Volt reduziert werden. Der Auftrag zum Umbau der Stromschienenanlage wurde 1925 an die AEG und die Siemens-Schuckertwerke (SSW) vergeben, der Umbau war bis zum 6. Januar 1926 abgeschlossen. Für den Umbau entwickelte Siemens 1924 einen Stromabnehmer mit Doppelschleifstück, den sie am 25. Februar 1925 auf dem Betriebsbahnhof an der Yorckstraße vorstellten.
Da auch die Wagen das Ende ihrer Einsatzfähigkeit erreichten, sollten bei der „Großen Elektrisierung“ auch neue Fahrzeuge für die Lichterfelder Strecke berücksichtigt werden. Im Frühjahr 1928 war die Lieferung neuer Fahrzeuge in Aussicht gestellt worden. Das Dezernat W der Reichsbahndirektion Berlin sollte prüfen, welche Maßnahmen erforderlich wären, um die neuen Fahrzeuge mit 500 Volt betreiben zu können. Dennoch sollte eine spätere Umstellung auf 800 Volt in einfacher Weise erfolgen. In der Nacht vom 30. zum 31. Mai 1925 fanden hierzu Probefahrten mit einem Zug der Bauart 1925 statt, die erfolglos verliefen: Die Fahrzeuge konnten bei 500 Volt nicht die geforderten 45–50 Kilometer in der Stunde erreichen, bei Absenken der Spannung unter 440 Volt fiel der Nullspannungsschutz ab. Um Druck auf die Verantwortlichen auszuüben, teilte das Maschinenamt 4 der RBD Berlin am 5. Juni 1928 in einem Bericht mit, dass die vorhandenen Triebwagen nicht mehr den Anforderungen genügten; von den vorhandenen 32 Triebwagen befanden sich 22 zu außerplanmäßigen Reparaturen im RAW Schöneweide und zwei weitere zu Fristuntersuchungen. Im August 1928 wurde daher die Beschaffung weiterer Fahrzeuge für die Lichterfelder Vorortbahn beschlossen, mit deren Auslieferung 1929 gerechnet wurde. Am 2. Juli 1929 wurde die Stromschienenspannung auf das System der 1924 eröffneten Berliner S-Bahn mit 750 Volt Gleichspannung umgestellt. Am 7. Oktober 1928 ging an der Abzweigstelle der Dresdener Vorortgleise von der Lichterfelder Vorortbahn der Bahnhof Priesterweg in Betrieb.
Nachdem die Stromversorgung der Strecke in den Jahren 1936 bis 1938 erheblich verbessert worden war, konnte am 15. Mai 1939 der elektrische Betrieb auch auf der Dresdener Bahn bis Mahlow aufgenommen werden. Damit entfiel der bisherige Mischbetrieb zwischen dampflokomotivbespannten und elektrischen Zügen zwischen Potsdamer Ringbahnhof und Priesterweg. Am 9. Oktober des gleichen Jahres wurde die Vorortstrecke über eine Rampe vom Bahnhof Yorckstraße in den neuen Nord-Süd-Tunnel eingebunden, die Verbindung von dort zum Potsdamer Ringbahnhof wurde aufgegeben.

### Verlängerung bis Ludwigsfelde

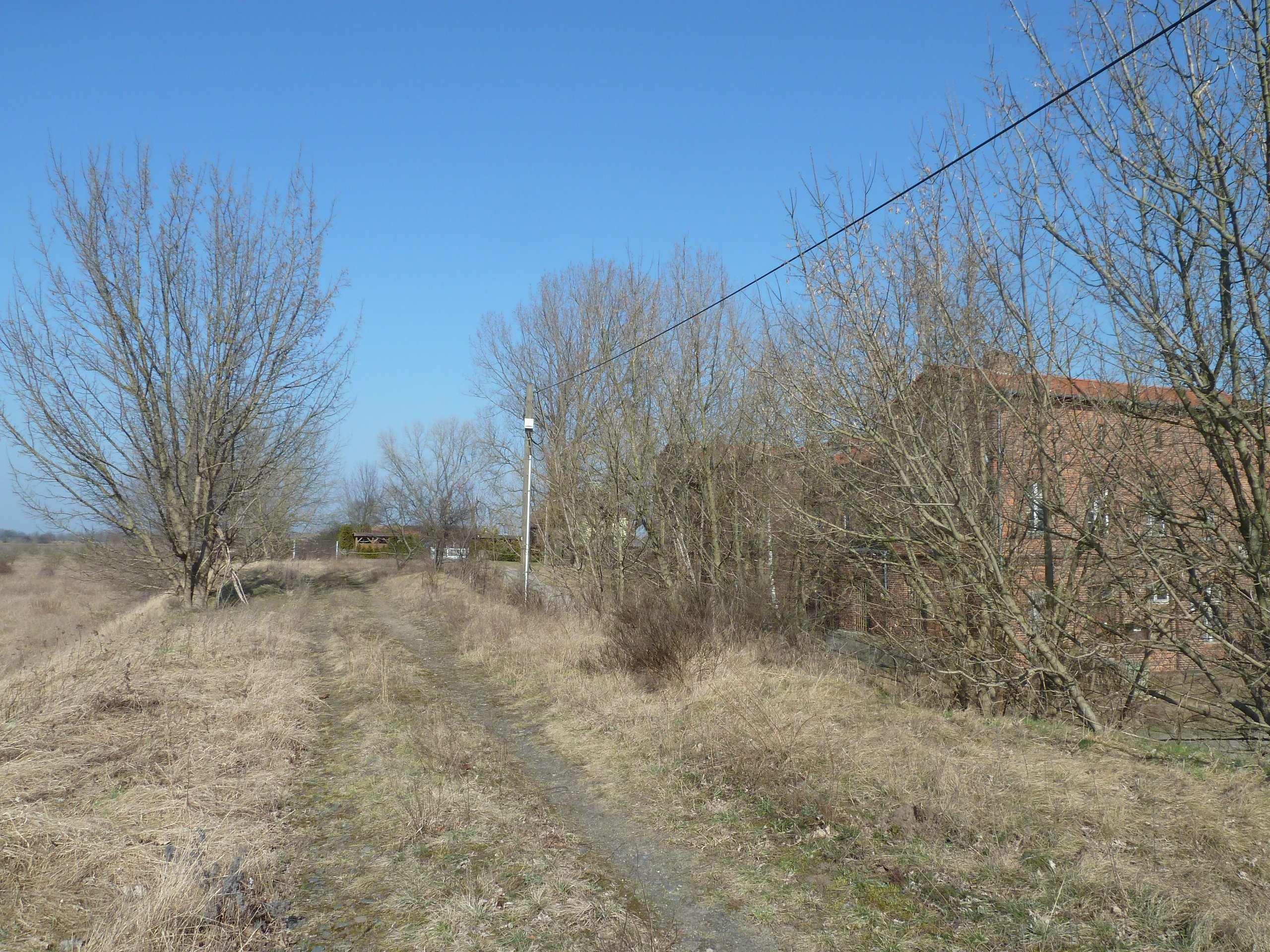
Damm der Vorortbahn westlich des Empfangsgebäudes des Bahnhofs Großbeeren, 2012

Planungen aus den 1930er Jahren sahen eine Reihe von Eisenbahngroßprojekten vor allem im Süden von Berlin vor, die wegen der Kriegsereignisse nur teilweise realisiert werden konnten. Dazu zählte die Verlängerung der S-Bahn bis Trebbin, wo auch ein neues S-Bahn-Betriebswerk entstehen sollte. Tatsächlich realisiert wurde eine separate Vorortstrecke bis zum Bahnhof Ludwigsfelde, die am 9. August 1943 in Betrieb ging. Bis etwa in Höhe von Genshagener Heide verlief die Strecke auf einem Damm, danach neben der alten Strecke im Geländeniveau. In Ludwigsfelde entstand ein eigener Kopfbahnhof für die Vorortstrecke. Neue Haltepunkte wurden in Birkengrund Nord und Süd eröffnet. Diese waren zunächst für den Werkverkehr zum Daimler-Flugzeugmotorenwerk vorgesehen, wurden aber wenig später auch für die Öffentlichkeit freigegeben. Auch die Ferngleise wurden bis hinter den Bahnhof Teltow auf den Damm verlegt.
Gegen Ende des Zweiten Weltkriegs kam es zu schweren Schäden an der Anhalter Bahn, die Brücken über den Teltowkanal wurden von deutschen Truppen gesprengt.

### Entwicklung nach dem Zweiten Weltkrieg

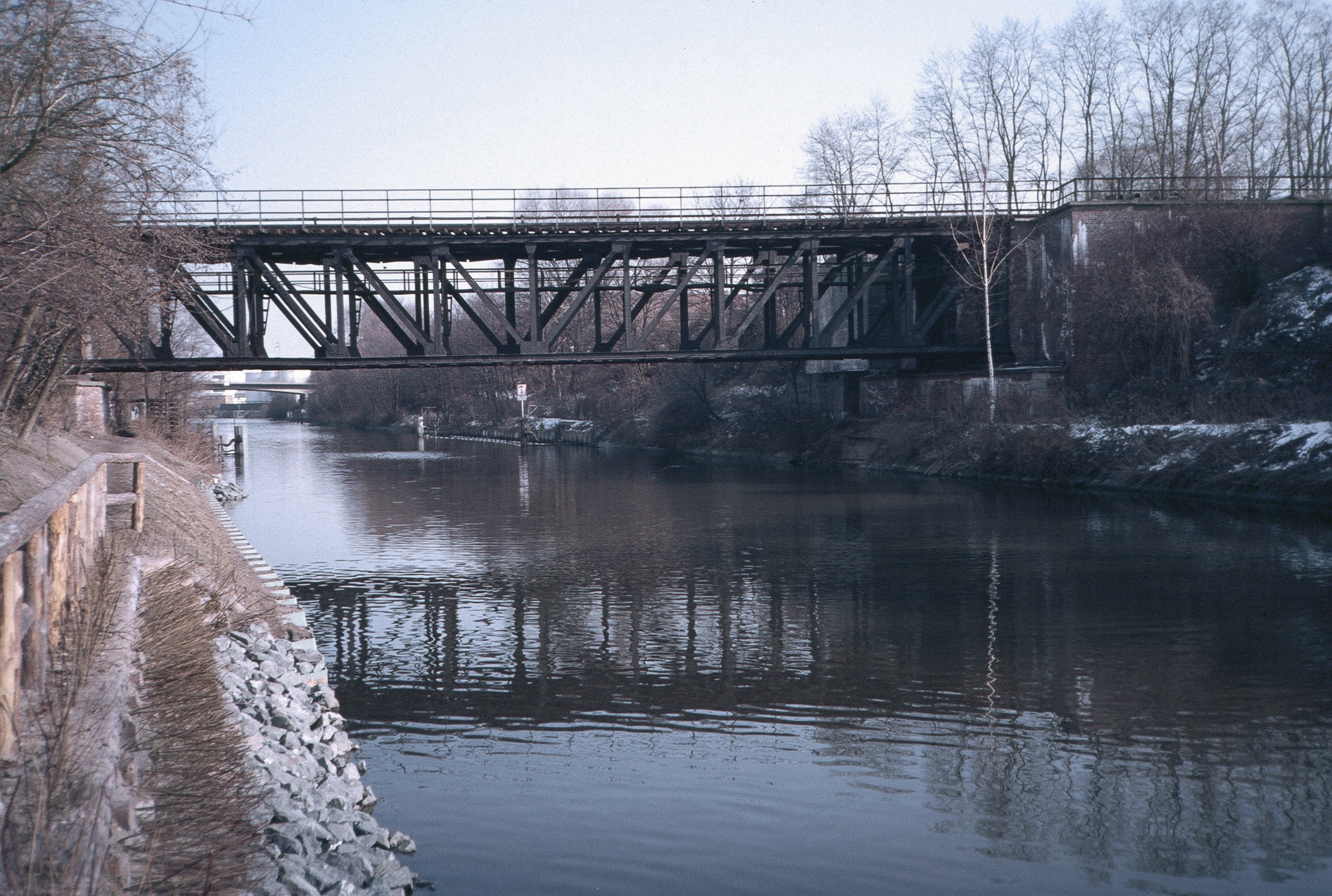
Eingleisige Brücke über den Teltowkanal, 1987

Nach Kriegsende wurde der Betrieb auf der Strecke abschnittsweise wieder aufgenommen. Seit dem 8. Juni 1945 verkehrten wieder Züge zwischen Yorckstraße und Südende, am 17. August ging die Strecke bis Lichterfelde Süd zunächst eingleisig wieder in Betrieb. Am 18. Juli 1946 wurde südlich der Teltowkanalbrücke das zweite Gleis wieder in Betrieb genommen; zwischen Südende und Lichterfelde Ost blieb die S-Bahn-Strecke dagegen bis heute eingleisig. Im Sommer 1946 wurde der südliche Teil des Nord-Süd-Tunnels wieder eröffnet, der Verkehr über die Rampe zwischen Anhalter Bahnhof und Yorckstraße wurde erst am 15. August 1946 wieder aufgenommen.
In den Folgejahren machten sich die Auswirkungen der deutschen Teilung mehr und mehr auf der Strecke bemerkbar. Bis 1952 wurde die Vorortbahn bis Großbeeren noch genutzt. 1951 wurde zwischen Lichterfelde Süd und Teltow der elektrische S-Bahn-Betrieb aufgenommen. Der Zugverkehr aus Richtung Süden endete in Teltow, wo in Richtung Berlin auf die S-Bahn umgestiegen werden musste. Die Gleise der Vorortbahn zwischen Teltow und Ludwigsfelde wurden abgebaut. Nach dem Mauerbau am 13. August 1961 wurde der S-Bahn-Betrieb hinter Lichterfelde Süd eingestellt.
Der Damm der Vorortbahn ist zwischen der Berliner Stadtgrenze bis hinter Großbeeren auf vielen Abschnitten noch erhalten. Einige weitere Relikte, wie etwa die Treppen zum Vorortbahnsteig in Großbeeren, wurden bei einem Straßenausbau nach 1990 beseitigt.

### Betrieb und Betriebseinstellung nach 1980

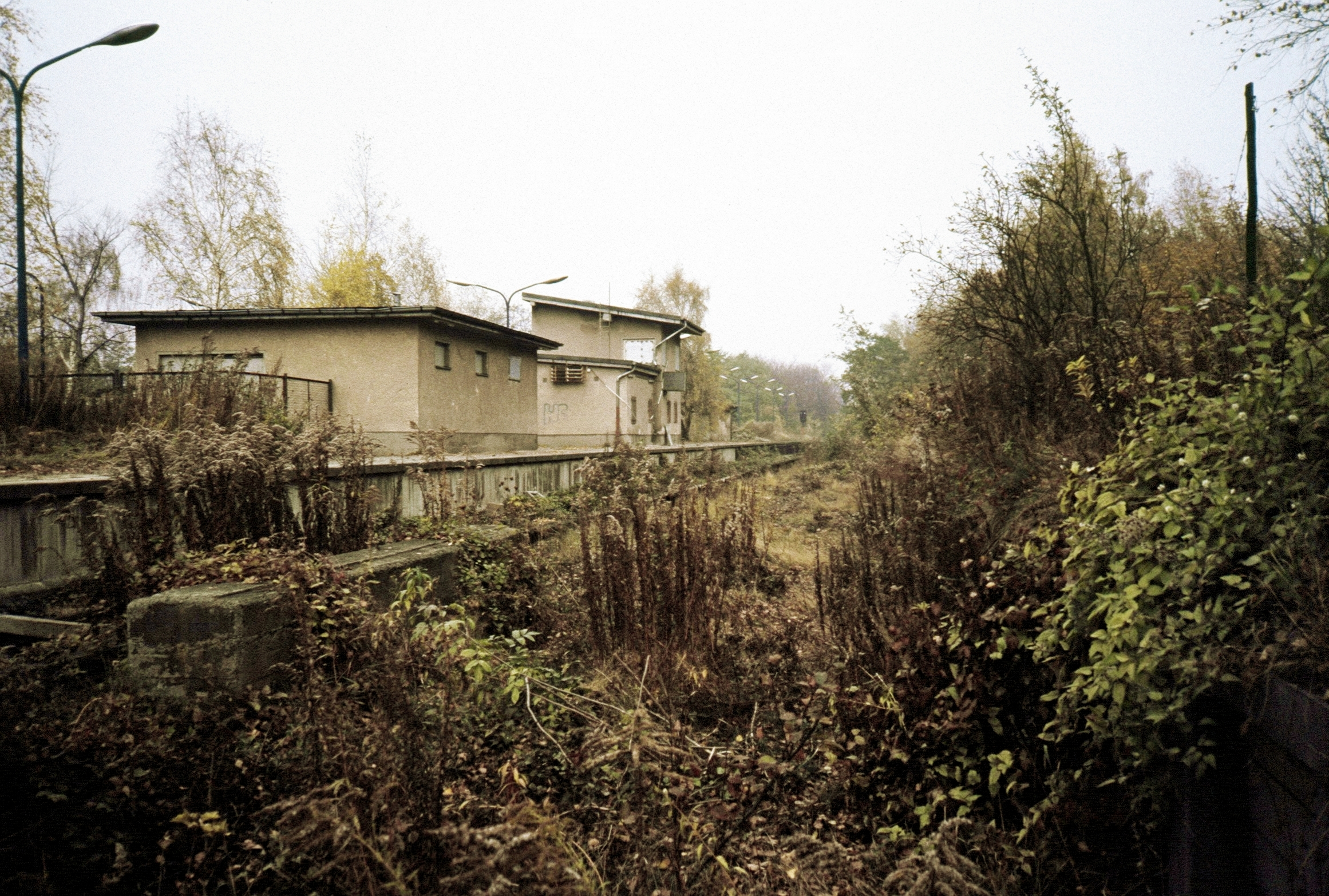
Brachliegender Bahnhof Lichterfelde Süd, 1987

Trotz des Reichsbahnerstreiks im September 1980 blieb die S-Bahn auf der Anhalter Bahn in Betrieb. Erst am 8. Januar 1984 wurde der Verkehr nach der Übernahme durch die BVG zwischen Priesterweg und Lichterfelde Süd eingestellt, weil der Senat diese Strecke im Betriebskonzept als nicht rentabel für eine Betriebsfortführung eingestuft hatte. Nördlich von Priesterweg wurde die Strecke weiterhin für die Züge auf der Dresdener Bahn nach Lichtenrade genutzt.
In der Folge wurden Pläne diskutiert, die S-Bahn-Strecke der Anhalter Bahn teilweise für den Betrieb mit neu entwickelten Spurbussen der Firma Daimler-Benz zu befahren. Der Senat erhoffte sich damit in den Genuss erheblicher Fördergelder des Bundes zu kommen. Für den Aufbau dieses Systems hätten die Bahnanlagen entwidmet, komplett beseitigt und durch eine Betonfahrbahn ersetzt werden müssen. Zu- und Abfahrtsrampen wären ebenfalls erforderlich gewesen. Der Umbau wäre einem Totalabbruch der gesamten Bahninfrastruktur auf der Anhalter Bahn gleichgekommen. Der Plan war letztendlich politisch und technisch nicht umsetzbar.

### Wiedereröffnung nach 1990
Die S-Bahn auf der Anhalter Bahn wurde nach der politischen Wende in der DDR und der deutschen Einheit in mehreren Etappen wieder eröffnet. Am 28. Mai 1995 ging der Abschnitt von Priesterweg nach Lichterfelde Ost wieder in Betrieb, am 27. September 1998 folgte die Strecke nach Lichterfelde Süd. Dabei wurde mit dem Bahnhof Berlin Osdorfer Straße ein neuer Zwischenhalt zwischen Lichterfelde Ost und Lichterfelde Süd eingerichtet.
Von Lichterfelde Süd wurde am 24. Februar 2005 eine Neubaustrecke bis Teltow Stadt eröffnet. Diese Strecke folgt alten Planungen. Die Idee zur Verbindung der Stahnsdorfer Friedhofsbahn mit der Anhalter S-Bahn-Strecke über Teltow geht bereits auf die 1930er Jahre zurück. Erste Erdarbeiten waren noch während des Zweiten Weltkriegs begonnen worden. Die ursprünglichen Pläne des Weiterbaus bis Stahnsdorf werden nicht weiterverfolgt, die Trassenfreihaltung wurde aufgegeben. Bis Teltow wurde im Februar 2005 die Bahnstrecke Berlin-Lichterfelde Süd–Teltow Stadt realisiert. In der Nähe des Stadtzentrums entstand der Bahnhof Teltow Stadt. Die Trassenplanung aus den 1930er Jahren konnte beim Neubau trotz mehrerer Umplanungen genutzt werden. Am Bahnhof Berlin-Lichterfelde Süd, kurz vor der Berliner Stadtgrenze, zweigt die S-Bahn-Strecke von der Anhalter Bahn nach Westen ab.
Der Bahnhof Teltow auf der Anhalter Bahn ist heute ein reiner Regionalbahnhof. Die Bahnsteigzugänge der Vorortbahn wurden beim Ausbau der Anhalter Bahn nach 2000 beseitigt. Der Bahndamm der Vorortgleise weiter bis Großbeeren ist erhalten geblieben, wird aber nicht mehr genutzt. Im Bereich Birkengrund verläuft der Bahnbetrieb sowohl über die alte Fernbahntrasse als auch über die der ehemaligen Vorortbahn.

## Leit- und Sicherungstechnik

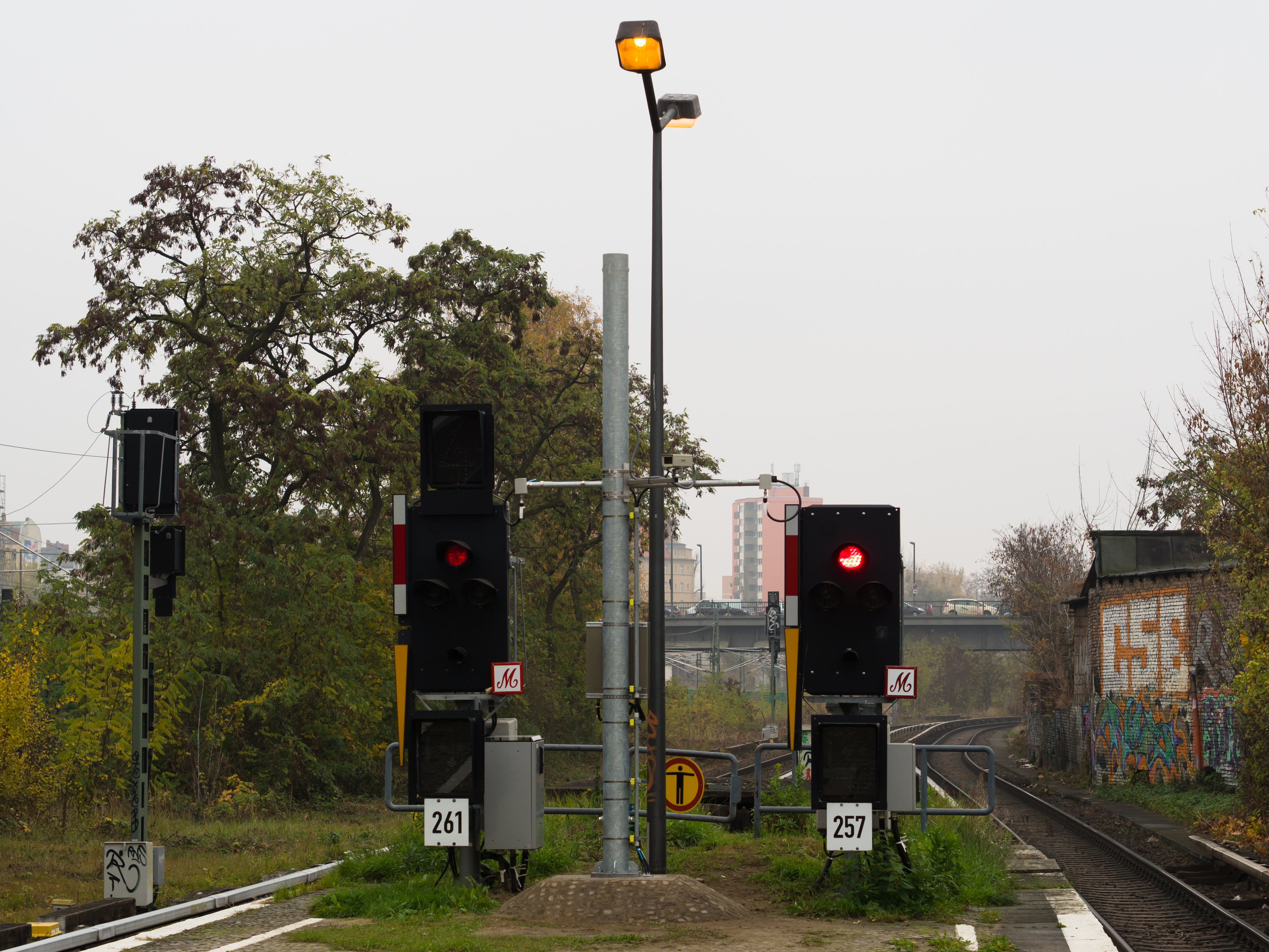
Ks-Signale am S-Bahnhof Yorckstraße, 2014

Die Strecke war von Beginn an mit sogenannten Centralstellwerken ausgerüstet, die auf örtlich eingesetzte Weichensteller verzichten konnten. Die Hauptsignale befanden sich einerseits an den beiden Endbahnhöfen, an der Abzweigung der Dresdner Bahn sowie nördlich und südlich des Bahnbetriebswerks, wo eine Sicherung der Zugfahrten infolge der dort vorhanden Weichen erforderlich war. Zusätzlich waren die Stationen Papestraße und Südende mit Einfahr- und Ausfahrsignalen und Lankwitz mit Einfahrsignalen ausgestattet. Die Blockabschnitte waren mit nichtselbsttätigem Streckenblock ausgerüstet. Die beiden Endbahnhöfe waren mit Bahnhofsblock ausgestattet.
Die Deutsche Reichsbahn rüstete die Strecke 1927 mit Gleisstromkreisen und selbsttätigen Hauptsignalen aus. Neben Formsignalen kamen auch Lichtsignale zum Einbau. Diese zeigten an einem Signalschirm die Nachtzeichen der bekannten Signale auf. Zusätzlich waren einzelne Signale mit einem Ersatzsignal und einer mechanischen Fahrsperre zur Zugbeeinflussung ausgerüstet. Die auf der Strecke gewonnenen Erkenntnisse führten zur Einführung des Sv-Signalsystems und des automatischen Streckenblocks bei der Großen Elektrisierung. Die H/V-Lichtsignale blieben bis 1943 erhalten, als die Reichsbahn den S-Bahn-Verkehr bis Lichterfelde Süd ausweitete und die Strecke auf ganzer Länge mit Sv-Signalen ausstattete.
Seit der Wiederinbetriebnahme der Vorortbahn im Mai 1995 übernimmt das elektronische Stellwerk BPRS (vormals Wkp) die Steuerung und Überwachung der signaltechnischen Anlagen. Die Strecke ist seitdem mit Ks-Signalen und ESTW-Zentralblock ausgerüstet. Damit wurde auf den zweigleisigen Abschnitten auch Gleiswechselbetrieb eingerichtet. Der Stellbereich wurde einhergehend Streckenverlängerungen bis Lichterfelde Süd 1998 und Teltow Stadt 2004 ausgedehnt. Im Februar 2014 ging im Streckenabschnitt zwischen Yorckstraße und Lichterfelde Süd (sowie weiter nach Teltow Stadt) das neue Zugbeeinflussungssystem S-Bahn Berlin (ZBS) in Betrieb. Dieses löst die bisherigen mechanischen Fahrsperren ab.

## Verkehr

Fahrplan der Vorortzüge 1901 und 1902 vor und nach der Trennung von Vorort- und Ferngleisen

Vor der Trennung der Strecke in Fern- und Vorortgleise waren zwischen Berlin und Groß-Lichterfelde zwei Vorortzüge je Stunde und Richtung unterwegs. Der Fahrplan richtete sich nach den Fernzügen aus, sodass es zu geringfügigen Abweichungen kommen konnte. Nach Inbetriebnahme der Vorortbahn verdichtete die Königliche Eisenbahndirektion Berlin die Zugfolge auf 15 Minuten. Die Vorortzüge nach Zossen fuhren meist stündlich und wurden morgens und abends durch Arbeiterzüge verstärkt. Mit der Aufnahme des elektrischen Versuchsbetriebs wurde zu den Hauptverkehrszeiten ein Zehnminutentakt angeboten, der bald darauf ganztags galt. Im Winterfahrplan 1913 fuhren die Züge werktags alle siebeneinhalb Minuten. Infolge der kriegsbedingt verlängerten Untersuchungsfristen und dem zunehmenden Alter der Fahrzeuge dünnte man den Fahrplan schrittweise auf zehn Minuten in den Hauptverkehrszeiten und 15 Minuten in den Nebenverkehrszeiten aus. Im Sommer 1928 musste die Reichsbahn diesen Takt nachfragebedingt auf zehn Minuten verdichten. Der Zehnminutentakt blieb auch nach der Umstellung der Stromversorgung auf 800 Volt Gleichspannung bestehen.
Nach der Fertigstellung des Nordsüd-S-Bahn-Tunnels bestand ein 20-minütiger Grundtakt als Zuggruppe 3 zwischen Lichterfelde Ost und Bernau (b Berlin), der zwischen Lichterfelde Ost und Stettiner Bahnhof auf zehn Minuten verdichtet wurde. Auf der gleichzeitig elektrifizierten Dresdener Bahn verkehrte die Zuggruppe 2 ebenfalls alle 20 Minuten zwischen Mahlow und Velten (Mark). Am 1. April 1940 tauschten die Zuggruppen ihre südlichen Ziele. Mit der Verlängerung der Vorortbahn bis Ludwigsfelde am 9. August 1943 weitete die Reichsbahn den tagsüber bestehende Zehnminutenverkehr bis Lichterfelde Süd aus. 1944 pendelten die Vorortzüge zwischen Lichterfelde Süd und Ludwigsfelde im Berufsverkehr alle zehn bis zwanzig Minuten, tagsüber alle 30 oder 60 Minuten. Im April 1945 musste der S-Bahn-Verkehr kriegsbedingt eingestellt werden.
Ab dem 8. Juni 1945 fuhren täglich zwei dampflokbespannte Züge zwischen Yorckstraße und Südende. Die ersten elektrischen Züge pendelten ab dem 2. oder 16. August 1945 zwischen Yorckstraße und Südende beziehungsweise Mariendorf im Halbstundentakt. Die ersten Züge fuhren ab dem 2. August 1945 zwischen Yorckstraße und Südende beziehungsweise Mariendorf jeweils im Abstand von 30 Minuten. Nach Instandsetzung der Teltowkanalbrücke wurde der Verkehr bis Lichterfelde Ost, ab Ende August 1945 dann bis Lichterfelde Süd ausgedehnt, wobei in Südende umgestiegen werden musste. Am 24. Dezember 1945 nahm die Reichsbahn auch den Dampfbetrieb zwischen Lichterfeld Süd und Ludwigsfelde wieder auf. In nördlicher Richtung fuhren die Züge ab dem 15. August 1946 bis zum Potsdamer Platz. Ab dem 27. März 1949 fuhr die Zuggruppe wieder durchgehend bis Bernau. Ab dem 7. Juli 1951 fuhr die elektrische S-Bahn über Lichterfelde Süd bis Teltow, zunächst im Gemeinschaftsverkehr mit lokbespannten Zügen. Nachdem in Teltow ein separater Bahnsteig im selben Jahr in Betrieb ging, endeten die lokbespannten Züge nach Ludwigsfelde in Teltow. Die Züge fuhren fortan auf der Fernbahn, deren Verbindung nach Berlin 1952 unterbrochen wurde.
Mit dem Mauerbau fuhren die S-Bahn-Züge nur noch zwischen Lichterfelde Süd und Gesundbrunnen, da die Verbindungen nach Teltow im Bezirk Potsdam und Richtung Bernau durch den Sowjetischen Sektor unterbrochen wurden. 1972 fasste die Reichsbahn die Umläufe der Zuggruppen 2 und 3 zu einem Umlauf Lichterfelde Süd – Heiligensee – Lichtenrade – Gesundbrunnen/Schönholz – Lichterfelde Süd zusammen. Nach dem zweiten Reichsbahnerstreik vom September 1980 und der damit verbundenen Einstellung vieler S-Bahn-Strecken bestanden die Zuggruppen NII Lichterfelde Süd – Heiligensee und NI Lichtenrade – Frohnau über die Anhalter Vorortbahn. Mit der Übergabe der Betriebsrechte an die Berliner Verkehrsbetriebe (BVG) am 9. Januar 1984 wurde der Betrieb der Zuggruppe NII eingestellt und die Zuggruppe NI, nun als Linie S2 bezeichnet, von Frohnau zum Anhalter Bahnhof zurückgezogen. Ab Mai 1984 verkehrte die Linie zwischen Lichtenrade und Gesundbrunnen, davon ab Mariendorf im Zehnminutentakt. Bis 1986 erfolgte die erneute Verlängerung nach Frohnau.
Mit der Wiederinbetriebnahme der Strecke von Priesterweg bis Lichterfelde Ost am 28. Mai 1995 führte die S-Bahn Berlin GmbH als Betriebsführer der S-Bahn die Linien S25 (Lichterfelde Ost – Tegel) und S26 (Lichterfelde Ost – Waidmannslust) ein, sodass auf der Vorortstrecke ein durchgehender Zehnminutentakt bestand, der ab Priesterweg durch die S2 auf fünf Minuten verdichtet wurde. Die S26 wurde am 12. Juli 1995 bis zum Nordbahnhof zurückgezogen und ging am 15. Oktober 1995 in der S25 auf. Ab dem 25. Oktober 1998 verkehrte die S25 südwärts wieder bis Lichterfelde Süd, in Richtung Norden enden die Züge seit dem 15. Dezember 1998 in Hennigsdorf (b Berlin). Am 25. Februar 2005 ging die Verlängerung von Lichterfelde Süd nach Teltow Stadt in Betrieb.
Neben der Linie S25 bedient weiterhin die Linie S2 (Bernau – Blankenfelde (Kr Teltow-Fläming)) weiterhin den Abschnitt bis Priesterweg. Bei Bauarbeiten, etwa dem Umbau des Nordkreuzes Anfang der 2000er Jahre, fuhren die Verstärkerfahrten teilweise als Linie S26 und wurden über den Nordbahnhof hinaus verlängert. Seit dem 12. Dezember 2017 fahren die Verstärker an Arbeitstagen als S26 von Lichterfelde Süd nach Waidmannslust.